# Vladimir Ivanov
Vladimir Ivanovitj Ivanov (ryska: Владимир Иванович Иванов), född 11 mars enligt g.s. (23 mars) 1893 i Tula i Kejsardömet Ryssland (nu Ryssland), död (avrättad) 15 mars 1938 i Moskva, var en sovjetisk politiker. 
Ivanov gick år 1915 med i Rysslands socialdemokratiska arbetareparti och anslöt sig till bolsjevikfraktionen. Han var generalsekreterare för Uzbekiska SSR:s kommunistparti från 1925 till 1927. Åren 1927–1931 tjänstgjorde han som andresekreterare för Nordkaukasiska regionalkommittén. Från 1936 till 1937 var Ivanov folkkommissarie för Sovjetunionens timmerindustri. Medlem av Sovjetunionens kommunistiska partis centralkommitté 1936–1937. 
Under den stora terrorn greps Ivanov och åtalades vid den tredje och sista Moskvarättegången för sabotage och trotskistisk verksamhet. Han dömdes till döden och avrättades genom arkebusering i mars 1938. Ivanov blev rehabiliterad år 1959.